# 小島英記
小島 英記（こじま ひでき、1945年 ‐ ）は、日本の作家、元新聞記者。
作家・小島直記の長男。福岡県八女市生まれ。早稲田大学政治経済学部政治学科卒業。日本経済新聞のパリ特派員、文化部編集委員などを経て、作家となる。はじめ小島英煕の筆名を用いた。
幼少期から一刀流中西派の高野弘正に師事し、大学在学中に全日本剣道連盟五段を取得。1977年、七段を允許された。

## 著書
- 『剣豪伝説』小島英煕　新潮社、1997　のち ちくま文庫
- 『宰相リシュリュー』講談社、2003
- 『転覆記』講談社、2004
- 『強情・彦左』日本経済新聞社、2005
- 『男の晩節』日本経済新聞社、2006　のち 日経ビジネス人文庫
- 『孤舟沈まず』日本経済新聞出版社、2008
- 『天下一の剣 伊藤一刀斎』日本経済新聞出版社、2008　のち日経文芸文庫
- 『信長はなぜ叛かれるのか 城と戦国武将』ポプラ社、2008
- 『第二の男』日本経済新聞出版社、2009
- 『卜伝!』日本経済新聞出版社、2010　 「塚原卜伝 古今無双の剣豪」日経文芸文庫
- 『小説・横井小楠』藤原書店、2013
- 『幕末維新を動かした8人の外国人』東洋経済新報社、2016
- 『評伝横井小楠 未来を紡ぐ人1809-1869』藤原書店、2018
- 『山岡鉄舟』日本経済新聞出版社、2018

## 参考
- 天下一の剣 - 紀伊国屋書店BookWeb